# Rolf Heider
Rolf Heider (* 1940 im Landkreis Glatz) ist ein deutscher Tragwerksplaner.

## Leben

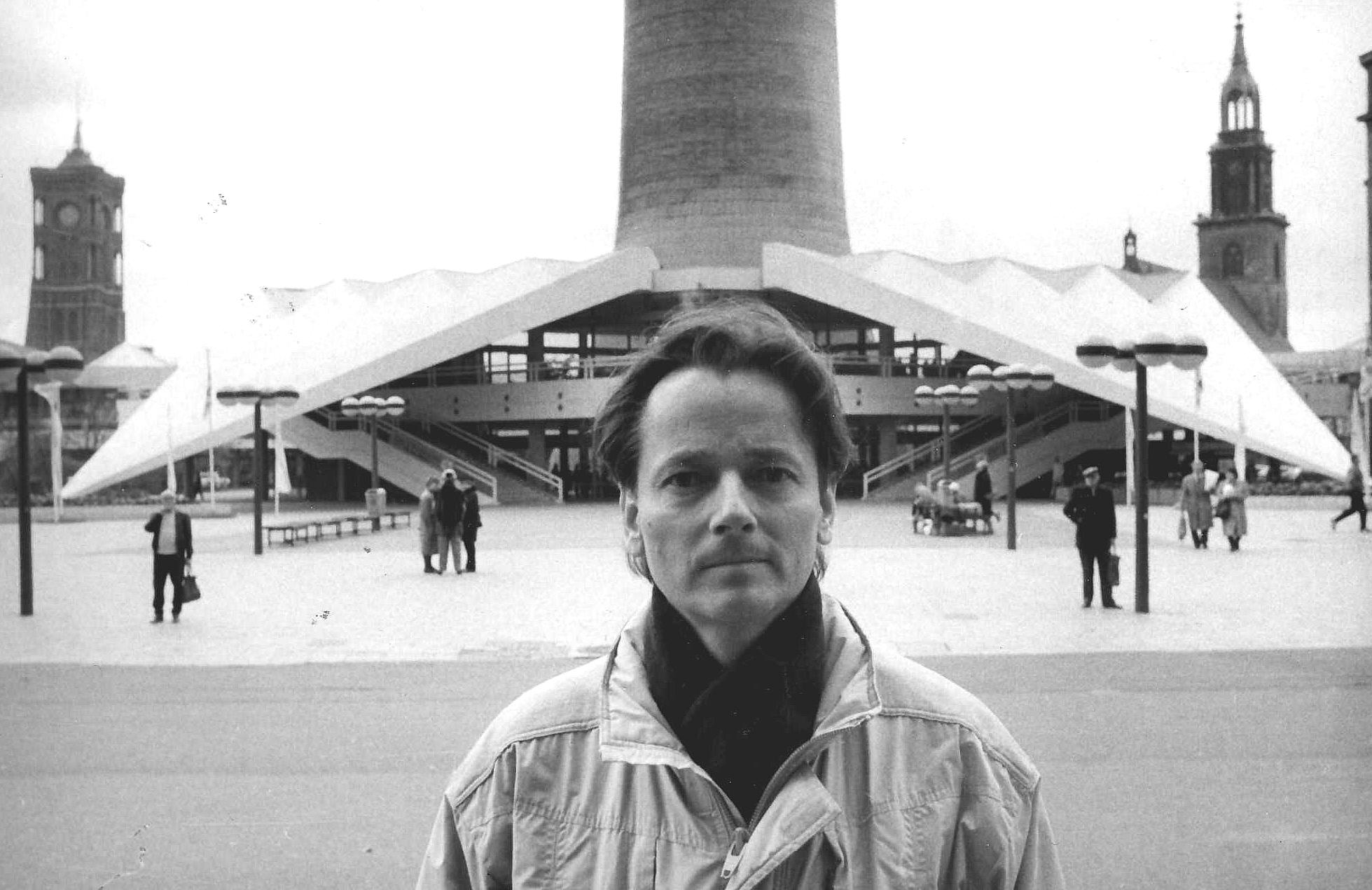
Rolf Heider (1980)

Nach der Vertreibung seiner Familie aus Schlesien verbrachte Rolf Heider seine Jugendjahre in Cottbus. Er legte das Abitur ab und arbeitete als Bauarbeiter auf der Großbaustelle des Kraftwerks Lübbenau. 1960 begann er ein Studium des konstruktiven Ingenieurbaus an der Hochschule für Bauwesen Cottbus, das er an der Hochschule für Architektur und Bauwesen Weimar fortsetzte und bei Erhardt Hampe mit einer Diplomarbeit im Spannbeton-Brückenbau als Diplomingenieur des konstruktiven Ingenieurbaus abschloss. Im VEB Berlinprojekt (ab 1968 VEB BMK Ingenieurhochbau Berlin) war er am Bau des DDR-Außenministeriums beteiligt und entwarf als Statiker am Centrum-Warenhaus Berlin Alexanderplatz die äußeren Sichtbetontreppen sowie die Geschossbrücke zum Hotel Stadt Berlin (1966–1968).
In Zusammenarbeit mit dem Architekten Walter Herzog plante Heider die Umbauung des Berliner Fernsehturms (1968–72). Der gestalterisch wie konstruktiv bis in die Details durchbildete Stahlbetonbau ist mit einem Zickzack-Faltwerk überdacht. Weit auskragende Dachbereiche werden durch die räumliche Tragwirkung eines Faltwerk-Kontinuums realisiert. Das Bauwerk wurde am 20. Jahrestag der DDR eröffnet und entwickelte sich zu einem zentralen Ort des Freizeit- und Kulturlebens im Zentrum der Hauptstadt Ost-Berlin.
Von 1970 bis 1975 war Rolf Heider als wissenschaftlicher Mitarbeiter an der Bauakademie der DDR tätig. In der Experimentalwerkstatt Hermann Henselmanns verfasste er mehrere statisch-konstruktive Studien und leitete am Institut für Städtebau und Architektur eine Forschungsgruppe zur Bausystementwicklung. In seiner Dissertationsschrift untersuchte er, wie sich die in der DDR praktizierten Bautechniken, insbesondere der Stahlbeton-Fertigteilbauweise, auf die städtebauliche Entwicklung auswirken.

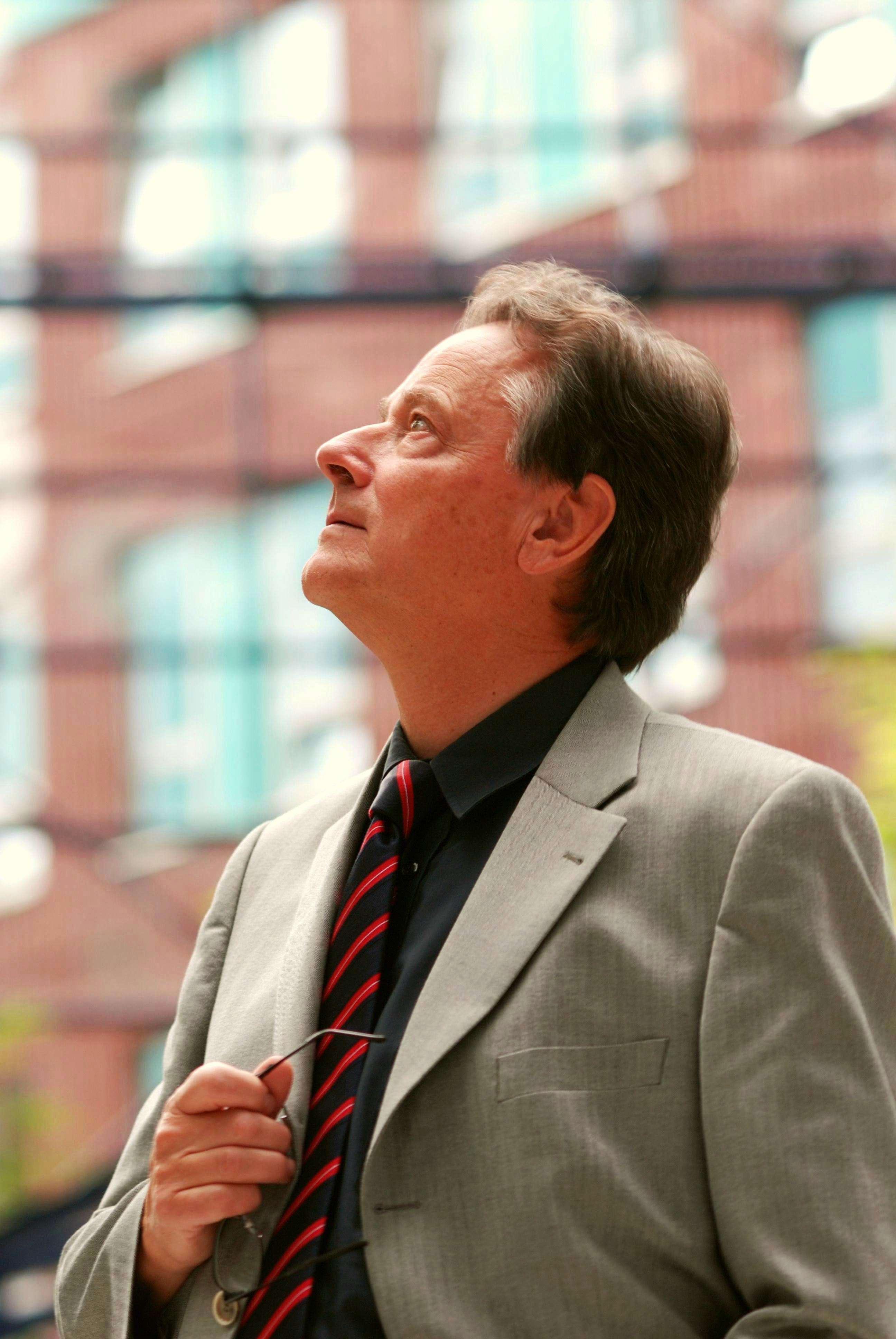
Rolf Heider (2007)

Nach Abschluss dieser Forschungen leitete Rolf Heider von 1976 bis 1990 die Abteilung für Tragwerksplanung des VEB BMK Ingenieurhochbau Berlin (IHB). Während im industriellen Bauen der DDR die ökonomisch bedingte Großtafelbauweise (Plattenbau) vorherrschte, gelang Heider während seiner Tätigkeit im IHB die Anwendung alternativer Bautechniken. Dazu zählten unter anderem der Ortbeton-Vollgleitbau (Versuchsturm der Bauakademie), die Stahlbeton-Skelettbauweise (Neubau der Charité, Freizeitzentrum Berlin-Marzahn), die Ortbeton-Wandbauweise (Wohnbauten am Alexanderplatz) und die Fertigteil-Skelettbauweise (Forschungszentrum Berlin-Altstralau, Poliklinik Berlin-Ahrensfelde). Er ist maßgeblich an der Weiterentwicklung der Stahlbetonmontage-Skelettbauweise „SK Berlin“ beteiligt gewesen. Für das Bausystem „SK Berlin DRS“, das mit hoher Flexibilität für verschiedene Bauaufgaben verwendet werden kann, erhielt Rolf Heider die Patentrechte. An der Kunsthochschule Berlin-Weißensee lehrte er als Gastdozent für Tragwerkslehre im Studiengang Architektur.
Nach der politischen Wende in der DDR leitete Rolf Heider die technische Abteilung der Imbau Industrielles Bauen GmbH, eine Tochter der Philipp Holzmann AG. Er führte seine in der DDR begonnene Anwendung von Fertigteil- und Skelettbauweisen fort, optimierte deren ökonomische Rentabilität und erprobte deren architektonische Gestaltungspotenziale. 2001 gründete er das Berliner Ingenieurbüro „Heider-Ingenieure Tragwerksplaner“, das bis heute unterschiedliche Bauvorhaben tätigt.
Nach seinem Ausstieg aus dem Berufsleben (2011) verfasste Heider mehrere Schriften, in denen er das Zusammenwirken zeitgeschichtlicher, ökonomischer, politischer und biografischer Einflüsse in seiner Lebensgeschichte als ostdeutscher Bauingenieur vor und nach der politischen Wende beschreibt. Differenziert setzt er sich darin mit dem Image der Stahlbeton-Fertigteilbauweise auseinander, das sowohl durch die Baupolitik der DDR als auch die Historisierung des industriellen Bauens in den Nachwendejahren geprägt wurde.

## Bauten 1967–1989
- DDR-Außenministerium Berlin (Stahlbeton-Fertigteilskelettbau, Mitarbeit als Statiker)
- Umbauung des Berliner Fernsehturms (Ortbeton-Skelettbau mit Faltwerk-Dachkonstruktion, Tragwerksplanung)[3]
- Versuchsturms der Bauakademie, Berlin-Lichtenberg Nordost, (Ortbeton-Vollgleitbau, Tragwerksplanung)
- Funktionsgebäude Luisenstraße mit dreigeschossiger Brücke zur Charité Berlin (Stahlbeton-Skelettbauweise und Stahl-Trogkonstruktion, Tragwerksplanung)
- Wohnungsbau Alexanderplatz Berlin (Ortbeton-Wandbauweise, Bauweisenentwicklung, Tragwerksplanung)
- Freizeitforum Berlin-Marzahn mit Schwimmbad und Theatersaal (Stahlbeton-Skelettbauweise, Leitung der Tragwerksplanung)
- Forschungszentrum Berlin-Altstralau (Geschossbau, Fertigteil-Skelettbauweise, Tragwerksplanung)
- Poliklinik Berlin-Ahrensfelde (Geschossbau, Fertigteil-Skelettbauweise, Tragwerksplanung)

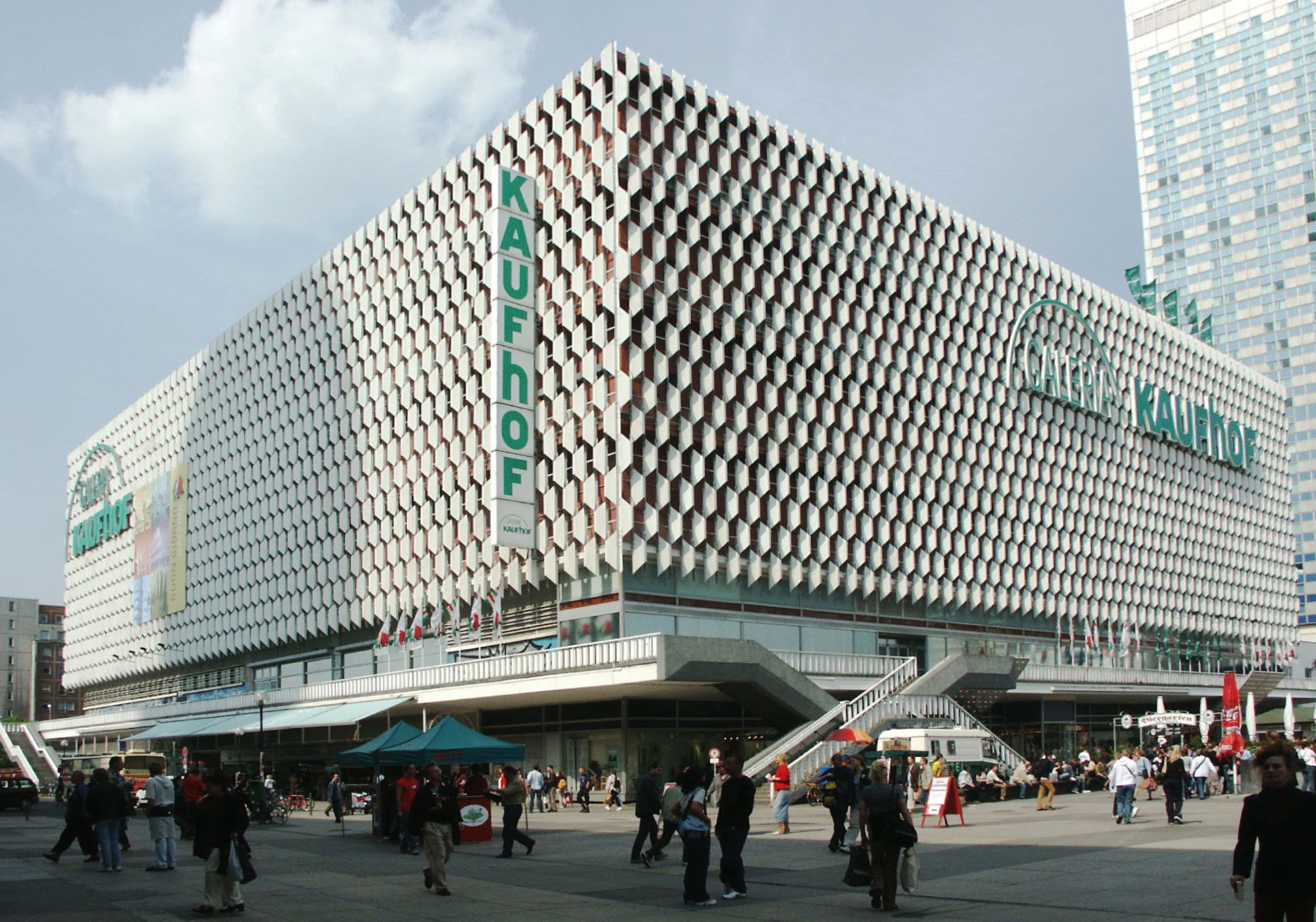
Centrum Warenhaus Berlin Alexanderplatz
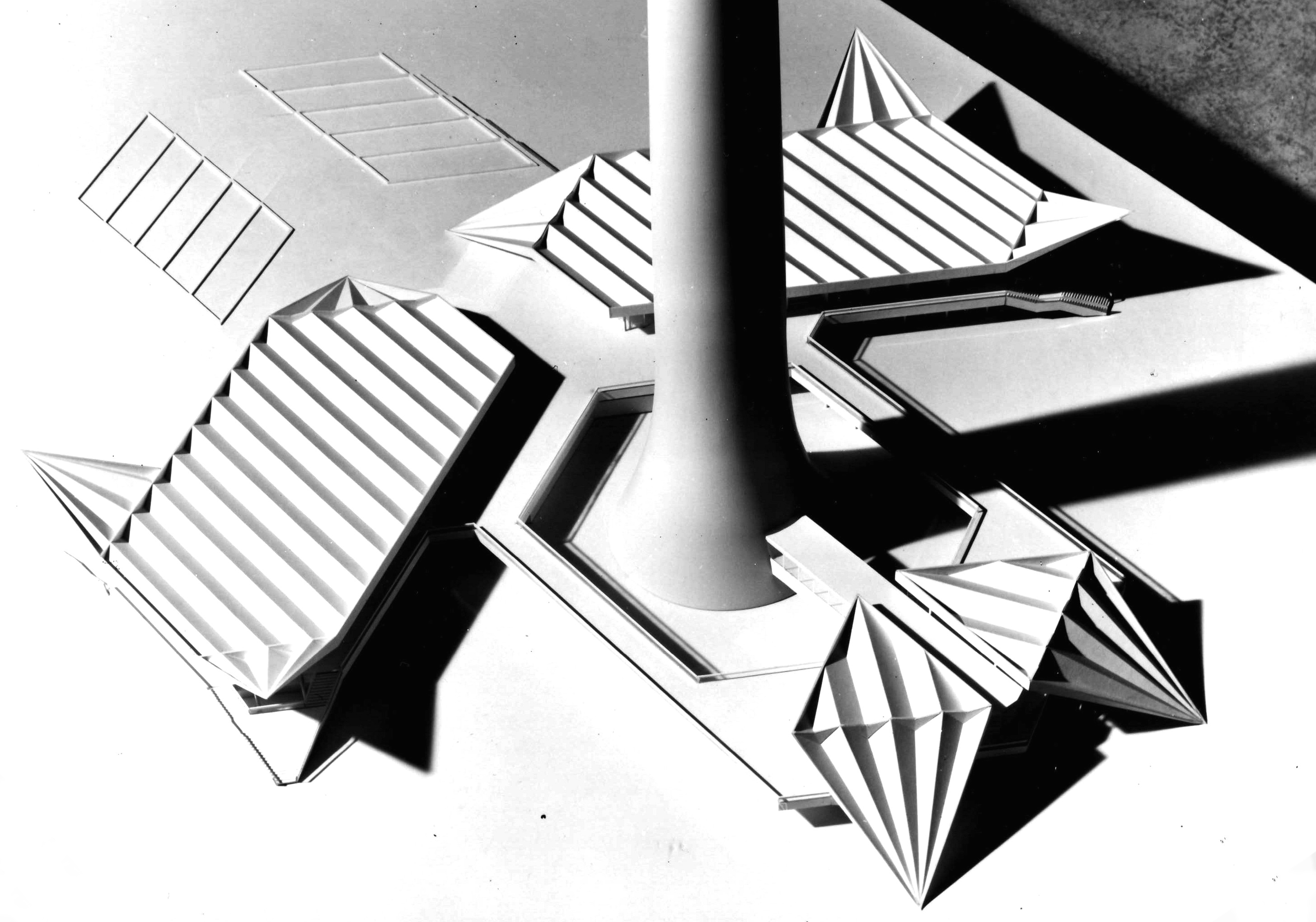
Umbauung des Berliner Fernsehturms
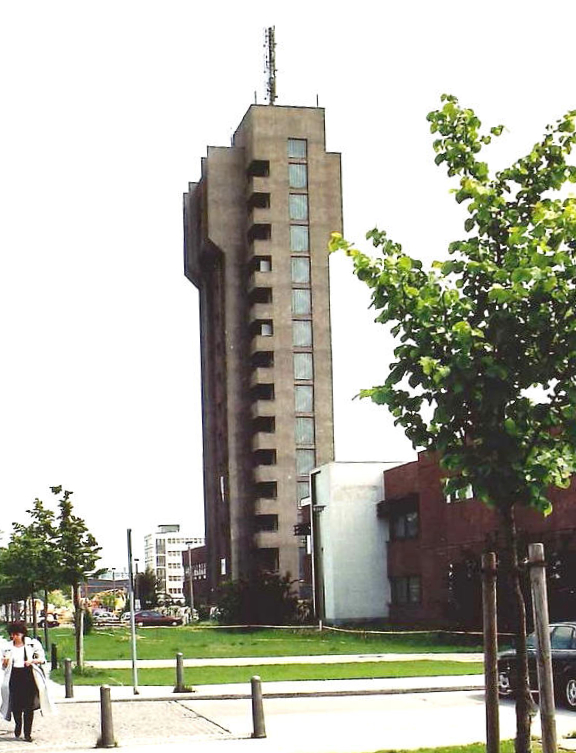
Versuchsturm der Bauakademie Berlin
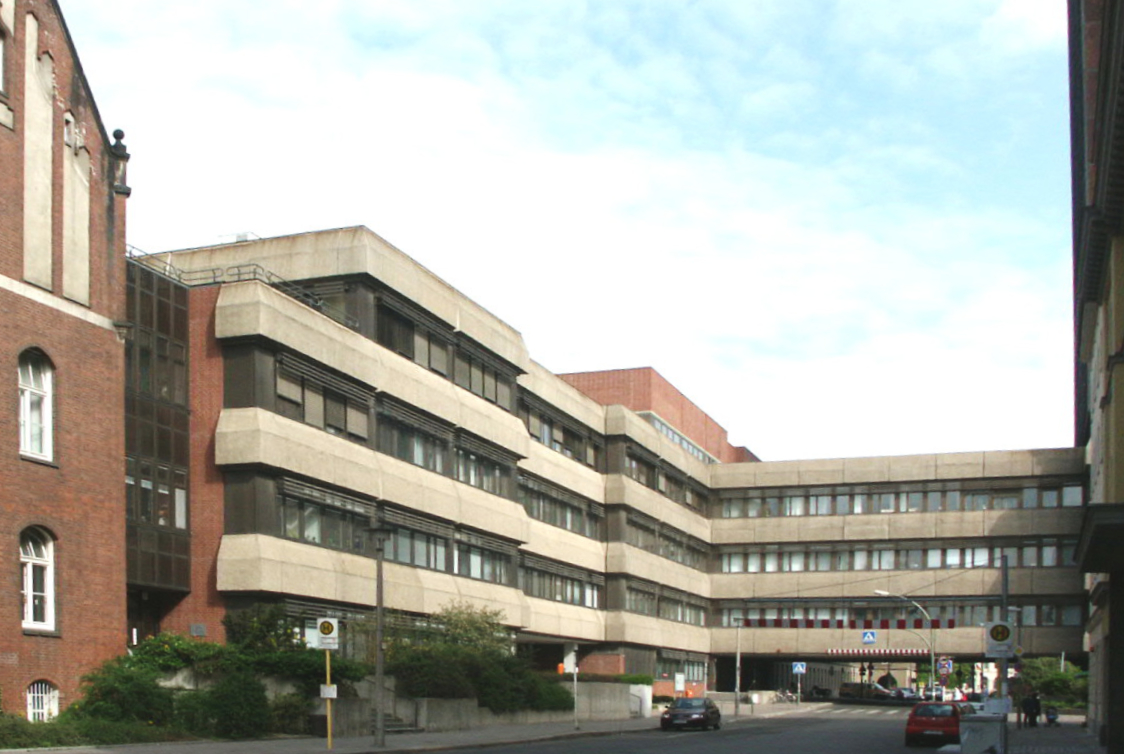
Charité Berlin
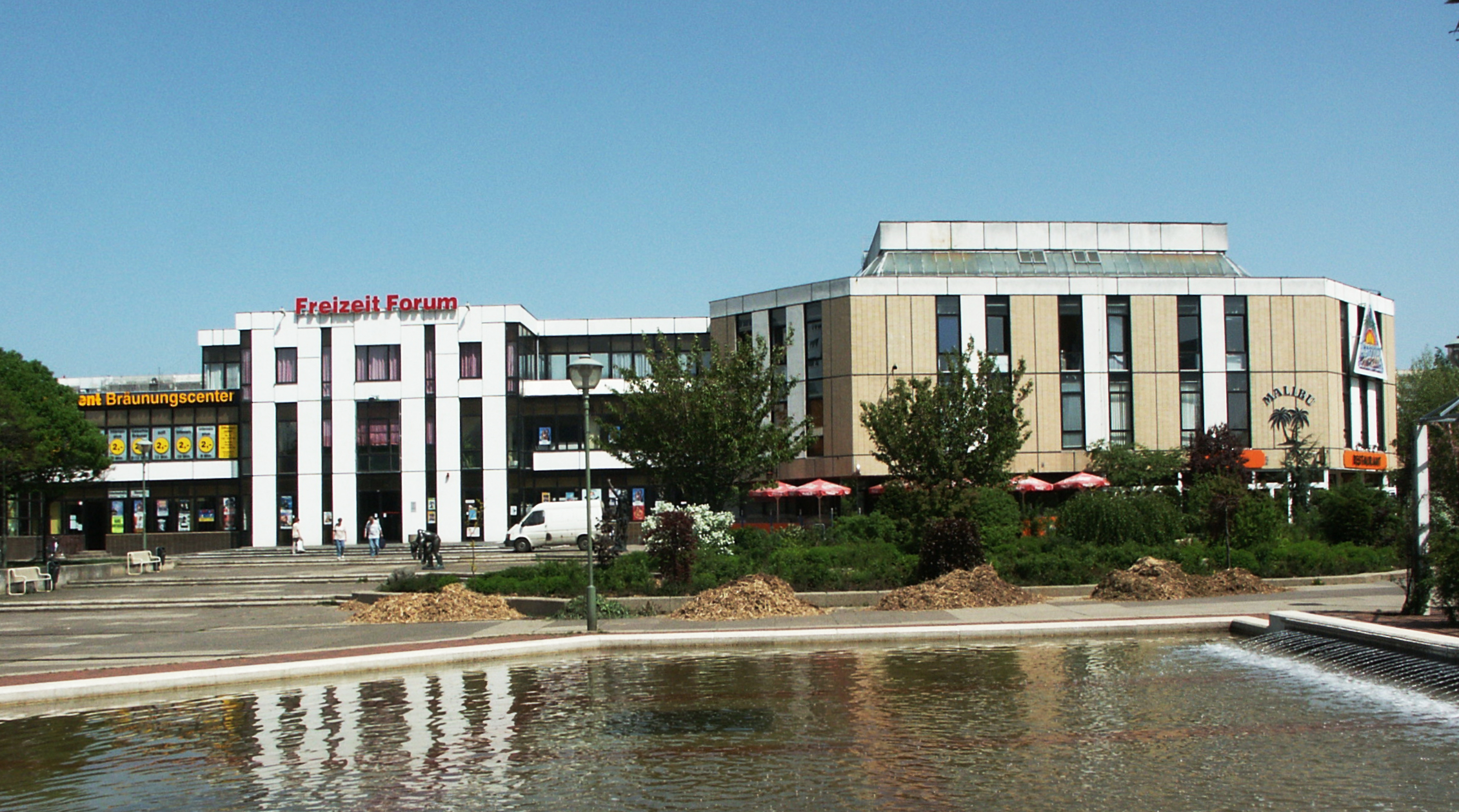
Freizeitforum Berlin-Marzahn

## Bauten 1990–2000
Für diese Bauvorhaben trug Rolf Heider als Leiter der Technischen Abteilung der Imbau GmbH die tragwerksplanerische Verantwortung:
- Bürostadt „Top Tegel“, Berlin (Bürogeschossbauten bis zu 14 Geschosse in Stahlbeton-Fertigteil-Skelettbauweise)
- Hallenkomplex „Hohenschöppingpark“, Berlin (Skelettkonstruktion, Stahl- und Spannbeton-Fertigteilbau)
- Bürogeschoss- und Handelsbauten „Märkisches Zentrum“, Berlin
- Fachhochschule für Verwaltung und Rechtspflege, Berlin-Friedrichsfelde (Geschossbau in Fertigteil-Skelettbauweise)
- Gewerbezentrum, Berlin-Pankow (Produktionsgebäude in Fertigteil-Skelettbauweise)
- Logistikzentrum, Berlin-Pankow/Heinersdorf (Hallenbau in Stahl- und Spannbetonkonstruktionen)
- Telekom Berlin, Standort Holzhauser Straße (Fertigteil-Skelettbauweise)
- Einkaufszentrum „Sterncenter-Potsdam“ (Stahlbeton-Fertigteilbauweise)
- „Hansacenter“, Berlin (Fertigteil-Skelettbauweise)

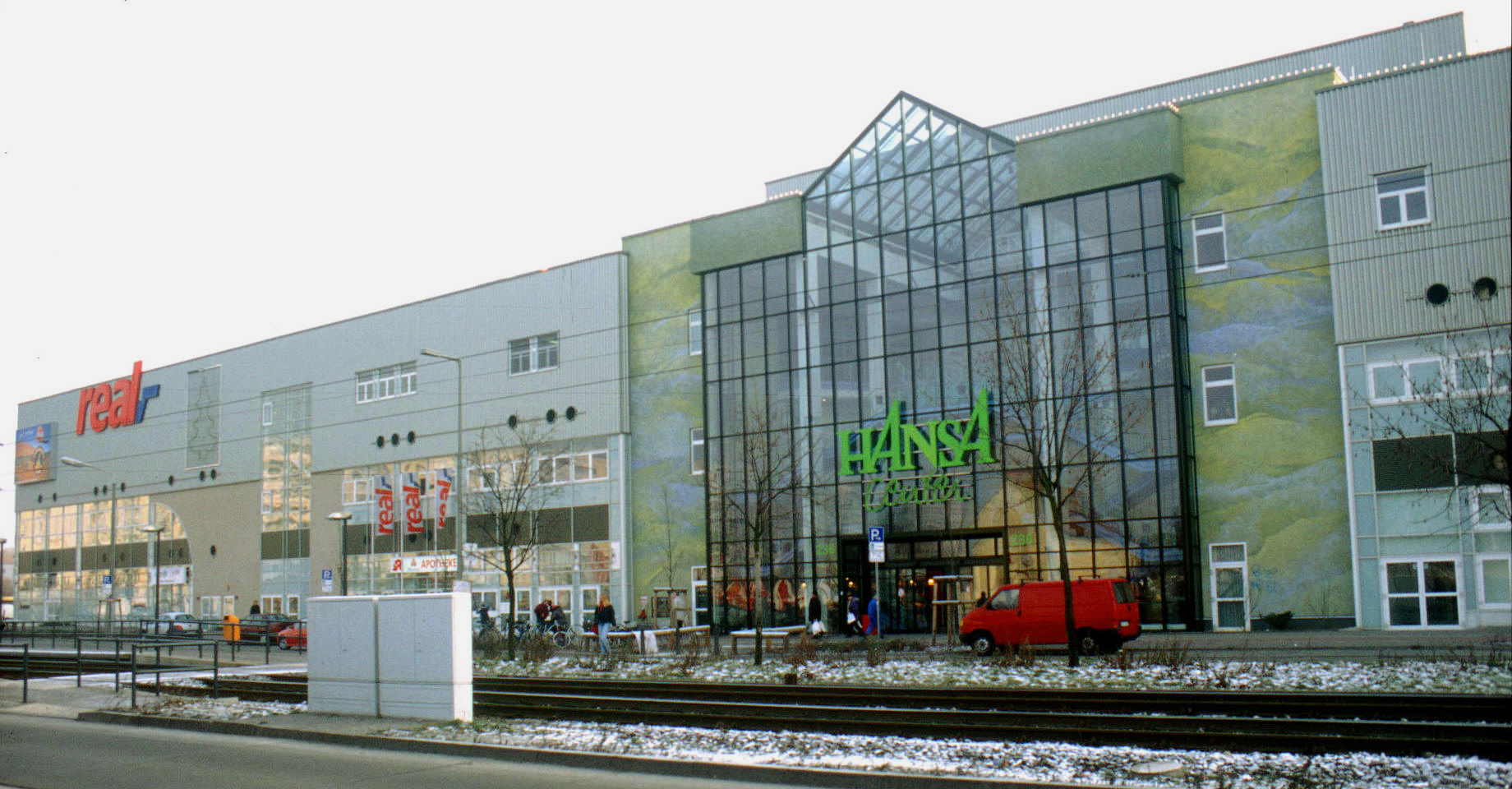
Hansacenter Berlin-Hohenschönhausen
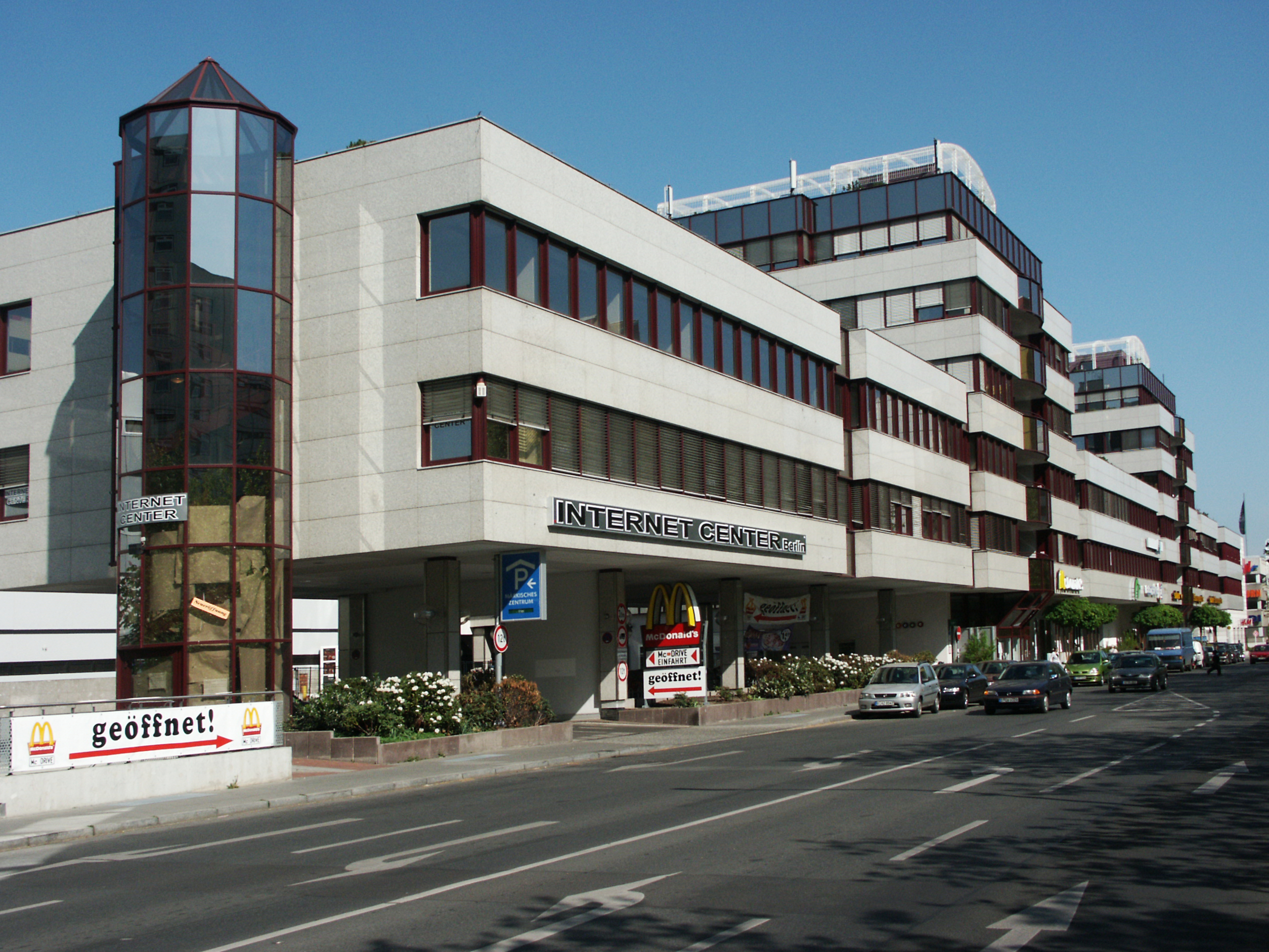
Märkisches Zentrum Berlin
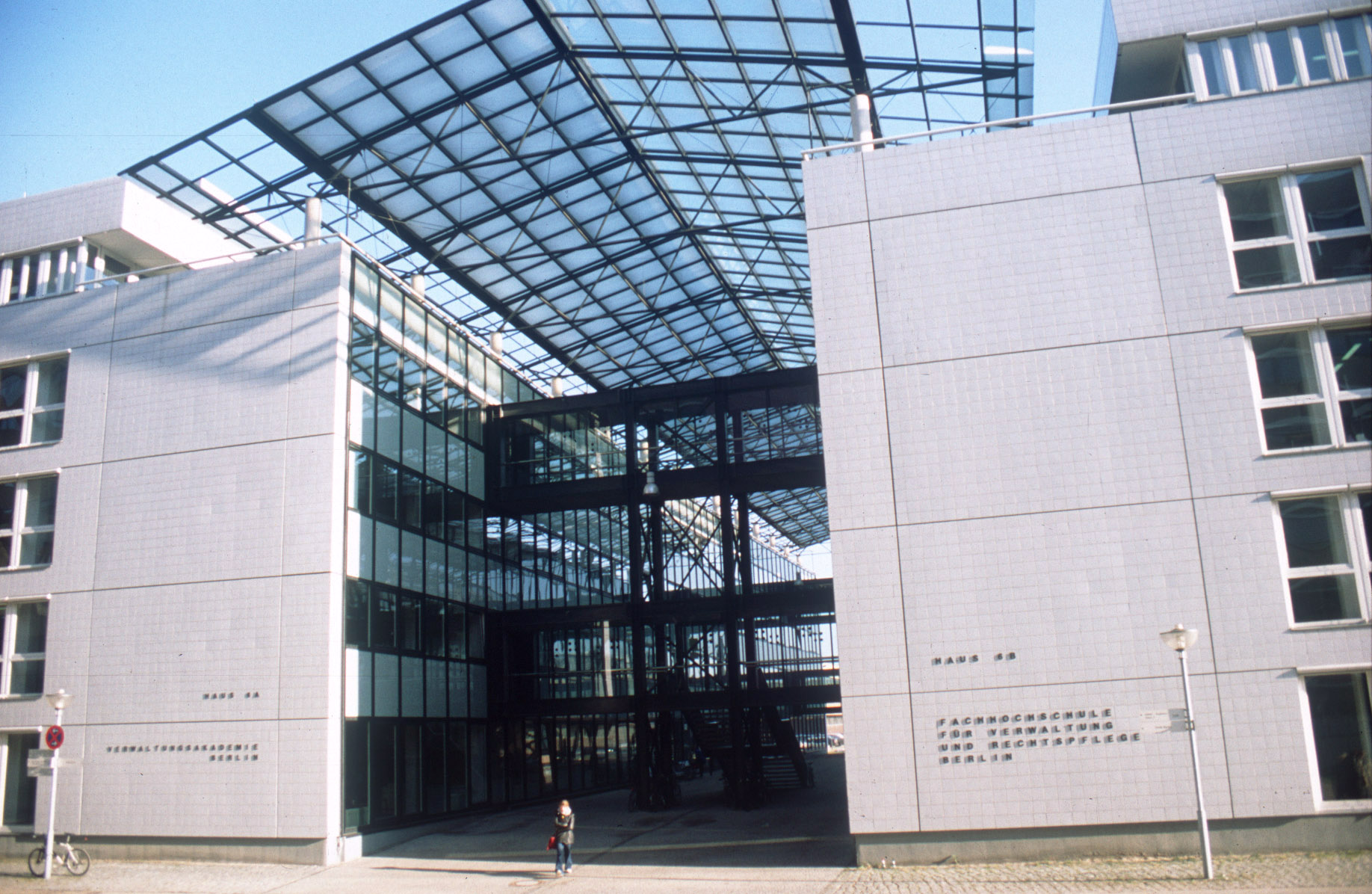
Fachhochschule für Verwaltung Berlin
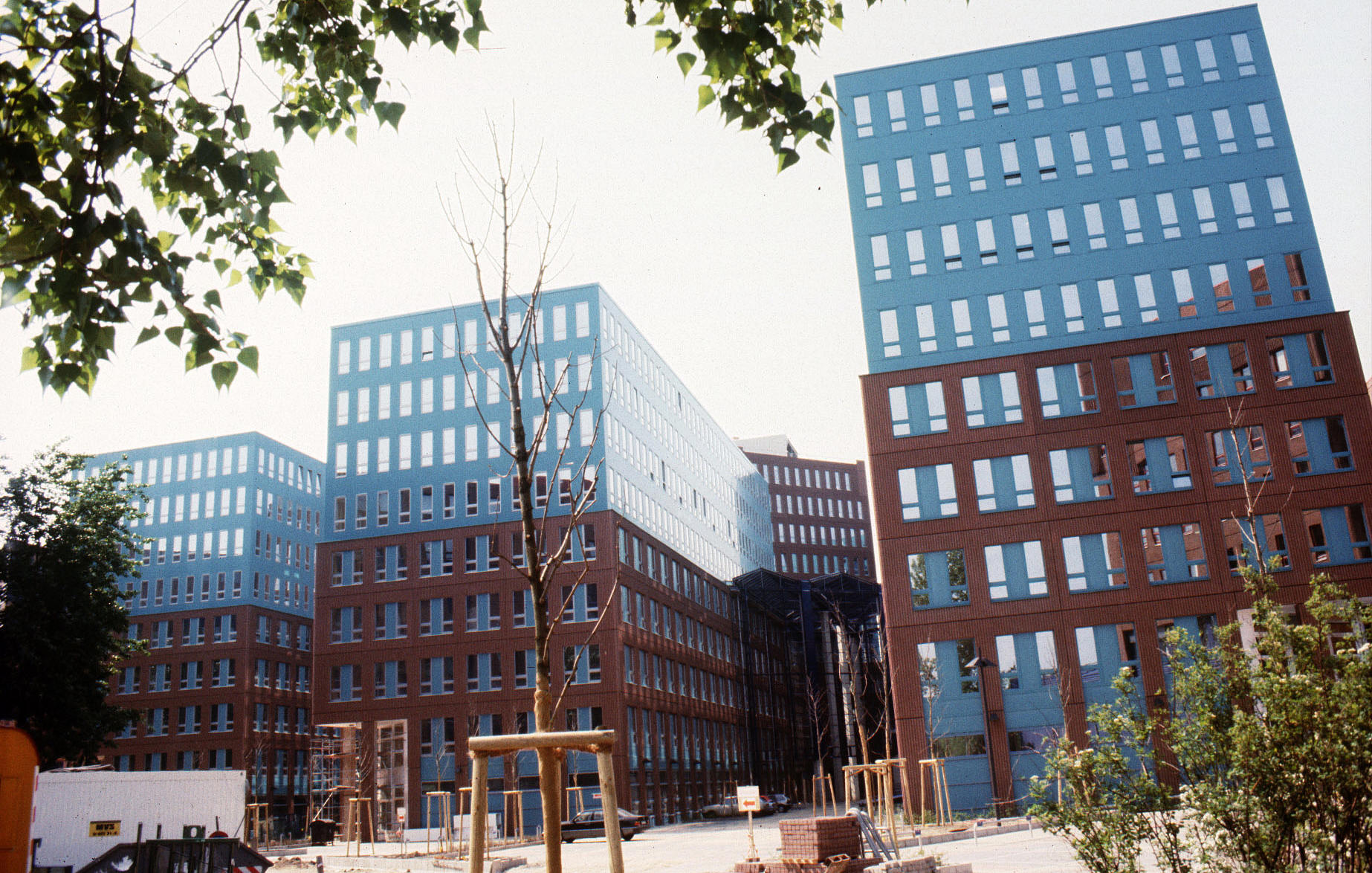
Bürokomplex Berlin-Tegel

## Bauten 2001–2011
Für nachfolgende Bauvorhaben erstellte Rolf Heider im Ingenieurbüro Heider-Ingenieure wesentliche Teile der statischen Berechnungen und zeichnete für die Gesamttragwerksplanung die Verantwortung:
- Büro- und Wohnbauten „Edisonhöfe“, Berlin Invalidenstraße (Rekonstruktion mit Aufstockung des ehemaligen Glühlampenwerkes)
- Büro- und Wohnkomplex „Schumann-/Reinhardtstraße“, Berlin (Ortbeton-Skelettbau mit zweigeschossiger Tiefgarage)
- H&M Logistikzentrum, Berlin (Hallenkomplex in Stahl- und Spannbeton-Fertigteil-Bauweise)
- Logistikzentrum Mariendorf (Hallenkomplex in Stahl- und Spannbeton-Fertigteil-Bauweise)
- Hotel und Parkhaus am Bahnhof Zoo, Berlin (Ortbeton-Skelettbau mit Stahl-Verbundträgern)
- Entwurfsstatik „Haveltowers“, Berlin-Spandau (Zwillingstürme in Stahl-Verbundbauweise, Hochhäuser mit 150 Metern Höhe)
- H&M Logistikzentrum, Hamburg (Hallenkomplex mit Hochregallager in Stahl- und Spannbeton-Fertigteil-Bauweise)
- Hotel „Ferdinandshof“ Hamburg (zehngeschossiger Stahlbeton-Skelettbau in Ortbetonbauweise mit zweigeschossiger Tiefgarage und 5 Abfangebenen)
- Hotelkomplex „Alexander Park Side“, Berlin Alexanderplatz (Komplex mit 4 Hotels in Ortbeton-Wand-Skelettbauweise und Tiefgarage)
- Schenker Luftfracht-Center, Frankfurt am Main (Ortbeton-Skelettbau mit weit gespanntem Stahlfachwerkdach)

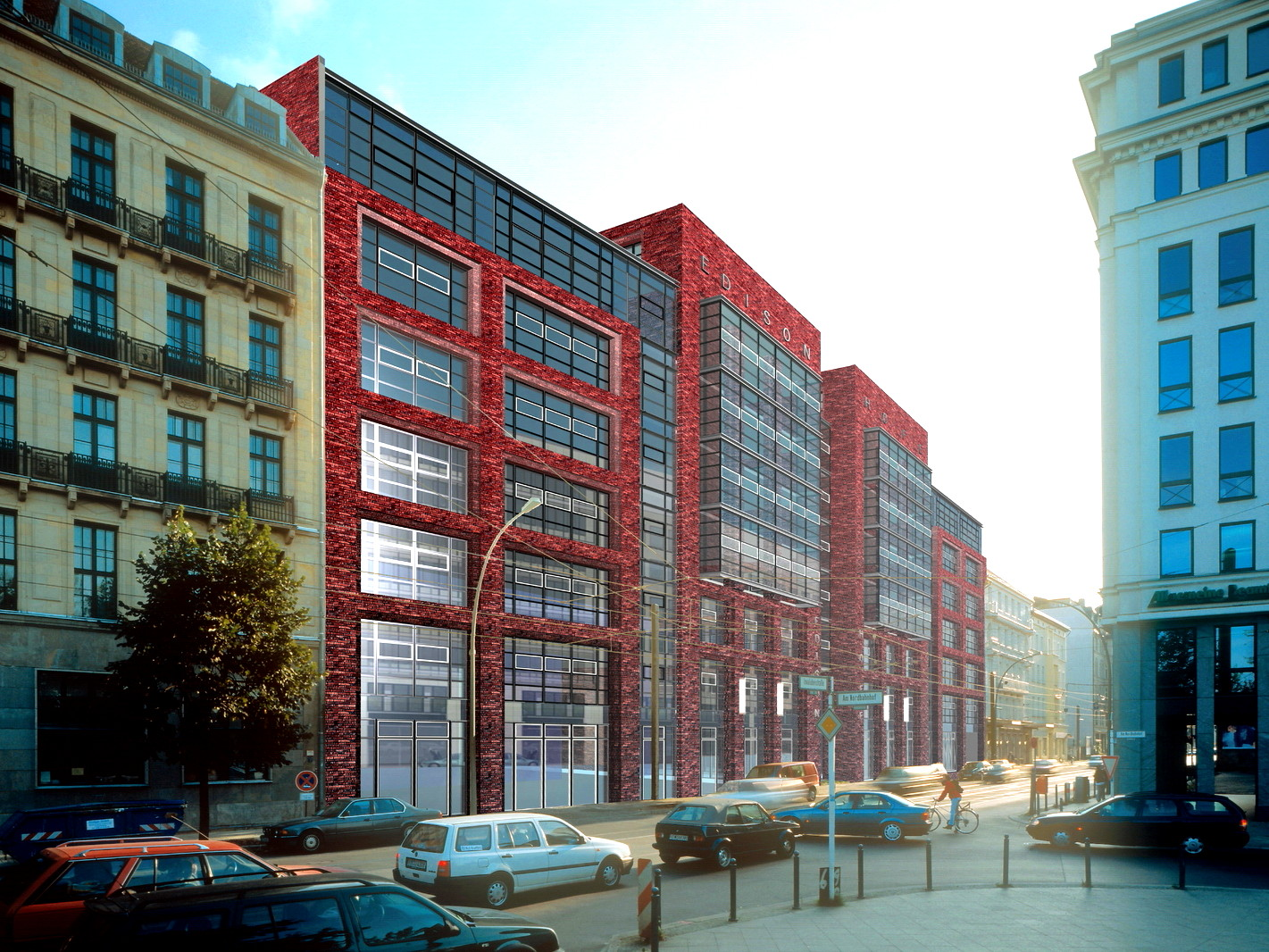
Edisonhöfe Berlin
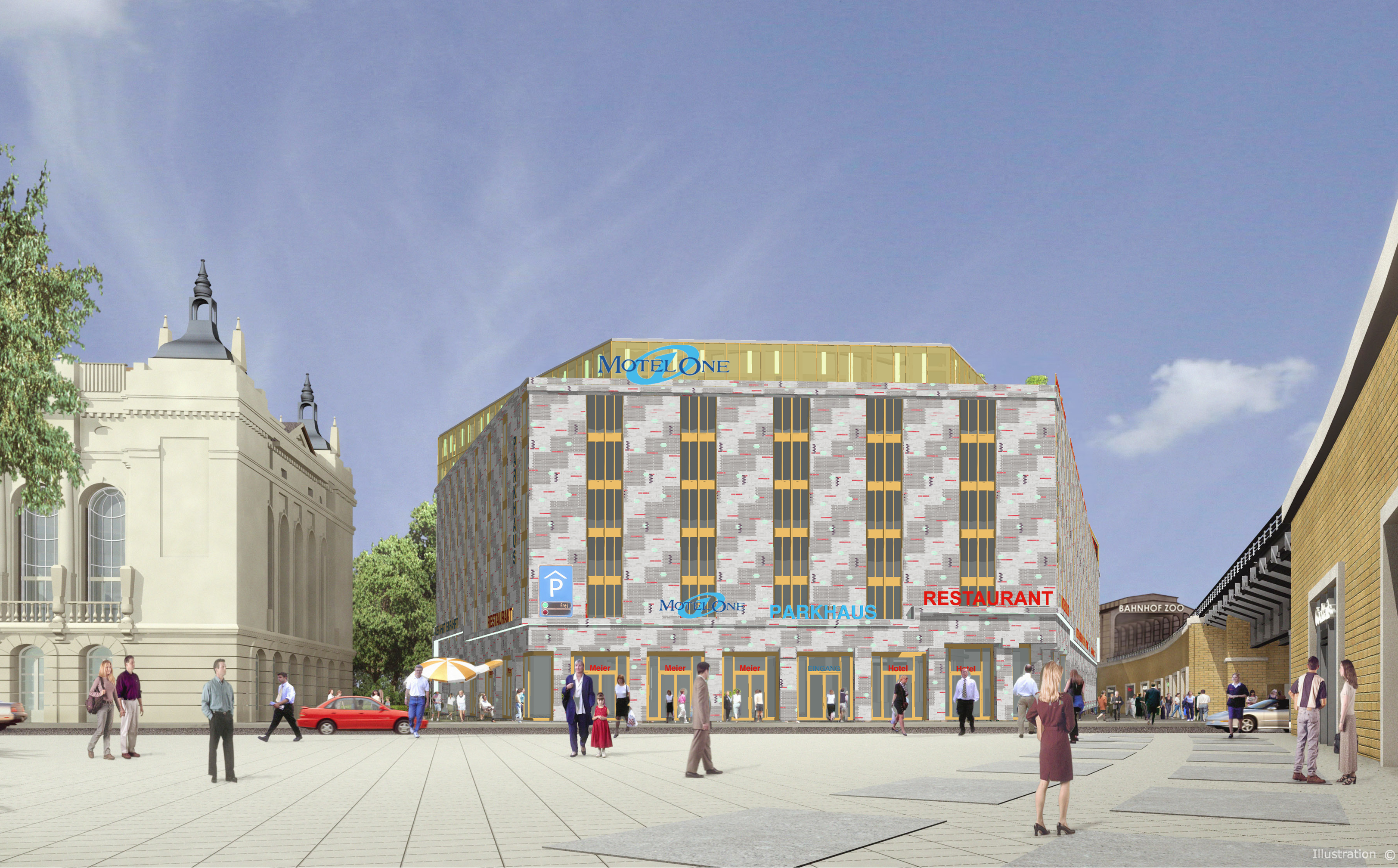
Hotel am Bahnhof Zoo
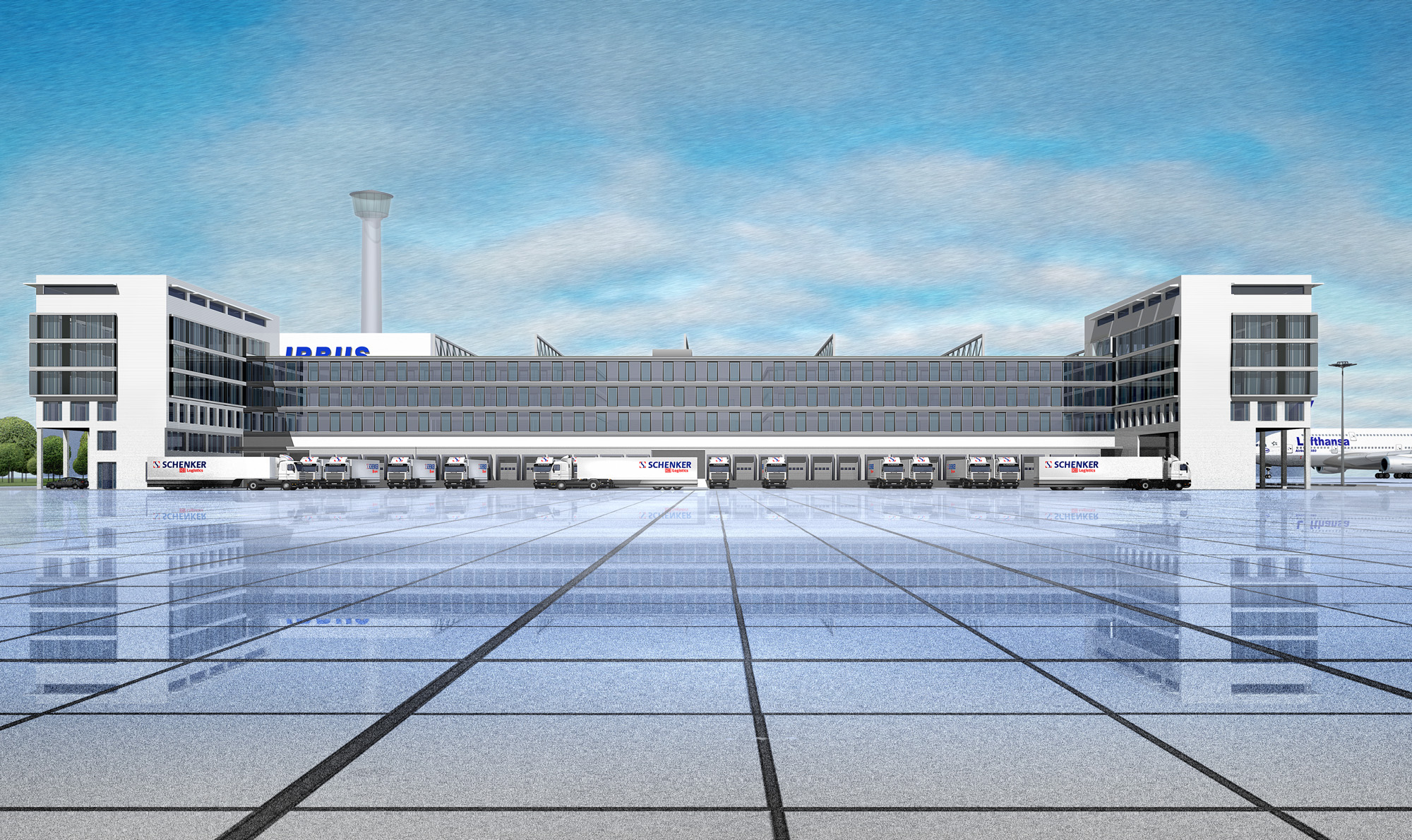
Luftfrachtcenter Frankfurt am Main
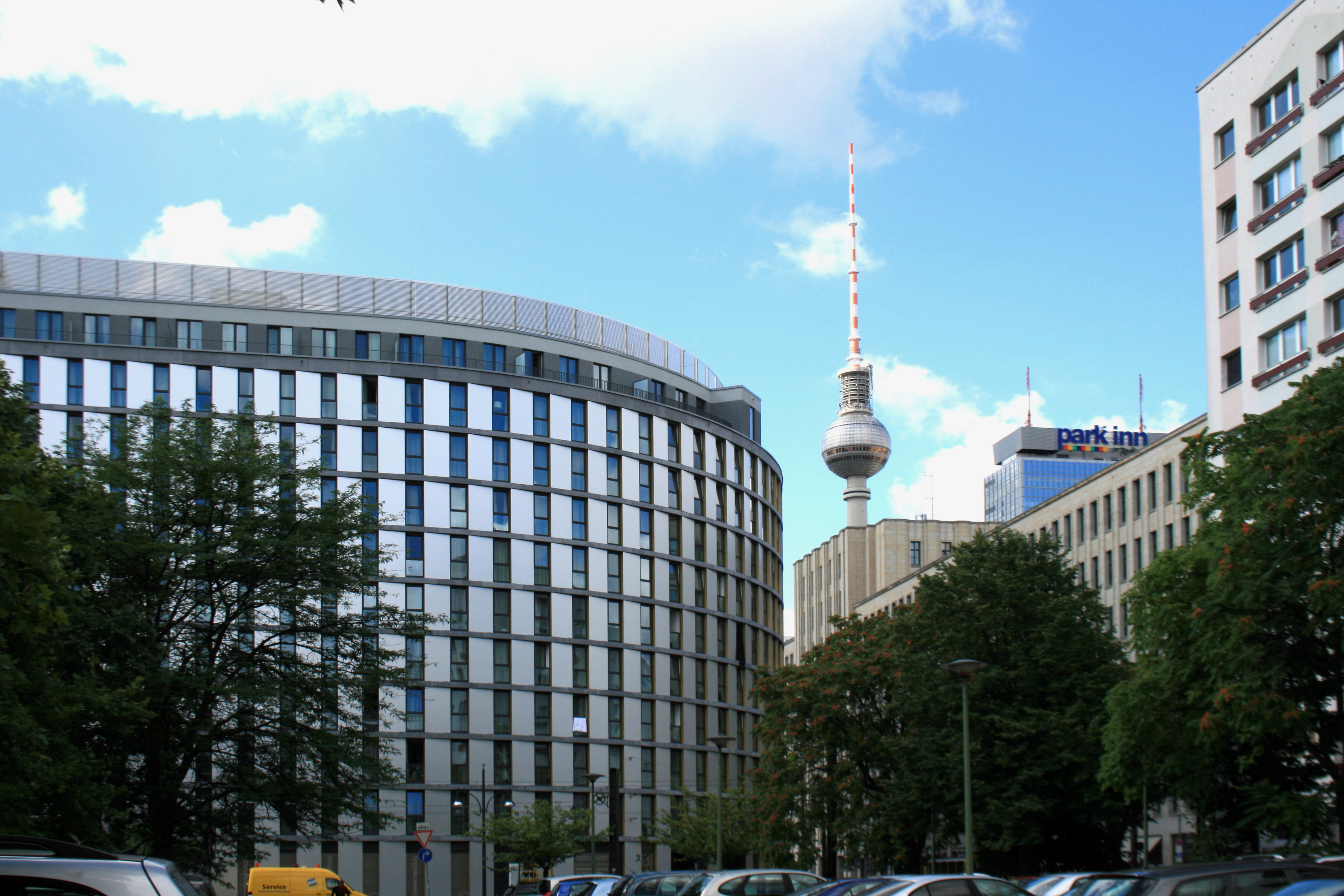
Hotelkomplex in Berlin-Mitte

## Schriften
- Ingenieurkonstruktion der Umbauung Fernsehturm. In: Deutsche Architektur 3/1969, S. 147
- Konstruktion der Umbauung Fernsehturm Berlin. In: Herrmann Rühle: Räumliche Dachtragwerke, Band 1, S. 51–53
- Bausystementwicklung und Stadtumgestaltung. In: Deutsche Architektur, 9/1973, S. 562–565
- Bausysteme in ihren wechselwirkenden Beziehungen zur Entwicklung der Stadt. Dissertation, Bauakademie der DDR, 1974
- mit Reinhard Kruse, Dieter Scholz: Studie Innerstädtischer Wohnungsbau in Ortbetonbauweise. VEB BMK Ingenieurhochbau Berlin, 1983
- Wohnungsbau am Alexanderplatz - Ortbetonbauweise und Tragkonstruktion. In: Bauplanung, Bautechnik 3/1985, S. 99–104
- Rolf Heider et al: Projektierungs-, Bemessungs-, Konstruktions- und Montagerichtlinie der Stahlbeton-Skelettbauweise SK Berlin DRS, (5 Teile). VEB BMK Ingenieurhochbau Berlin, 3/1989
- Patentschrift Skelettkonstruktion für Gebäude aus Stahlbetonfertigteilen. Wirtschaftspatent Nr. 212268 B1, Erteilt: am 5. Juli 1989
- Erprobung, Entwicklung und Anwendung einer neuen Verbundkonstruktion für die Stahlbeton-Montageskelettbauweise SK Berlin DRS. In: Bauplanung, Bautechnik 9/1989
- Texte und Bilder zur Bemessung von Schub- und Druckfugen im Fertigteilbau für den EC2, Teil 3 und für die DIN 1045-1. Fachvereinigung Deutscher Betonfertigteilbau, Bonn, 1995–1998
- Handbuch Planungsleistungen der Tragwerksplanung, Qualitätsmanagement der Philipp Holzmann AG. Imbau-Unternehmensgruppe, 1998
- Zeit und Ort – Autobiografische Skizzen eines ostdeutschen Bauingenieurs. Autobiografie, Eigenverlag, Berlin 2015
- Die Umbauung des Berliner Fernsehturms. Dokumentation zum Vortrag im Deutschen Technikmuseum (Vortragsreihe Ingenieurbaukunst), unveröffentlichtes Manuskript, Privatarchiv Rolf Heider, Berlin 2020
- Bürger, Bauingenieur, Freigeist – 48 Essays über das Leben und Arbeiten in zwei Gesellschaften, Manuskript, erscheint 2021